# 90-es busz (Budapest)
A budapesti 90-es jelzésű autóbusz a Moszkva tér és Csillebérc, KFKI között közlekedett. A vonalat a Budapesti Közlekedési Zrt. üzemeltette.

## Története
1957. december 30-án a Szabadság-hegy (Svábhegy) és Csillebérc között közlekedő 21A buszt felváltotta a 90-es jelzésű busz. 1961. július 3-án elindult a 90Y busz a Szabadság-hegy és a János-hegyi kilátó között a korábbi J, N és 21B jelzésű járatok helyett.
A 90Y járat 1966-tól már „D” jelzéssel, majd 1985. február 1-jétől 1995. május 14-ei megszűnéséig 190-es jelzéssel közlekedett.
1988. július 1-jétől a 90-es busz a Normafa és Csillebérc között járt. Végállomása 1994-ben a Csillebérc, KFKI nevet kapta. A vonalon Ikarus 405-ös buszok jártak.
2004. augusztus 1-jén a 90-es autóbuszok útvonalát meghosszabbították a Moszkva térig (Széll Kálmán tér), így a 21-es és a 90-es buszok azonos útvonalon közlekedtek a Moszkva tér (Széll Kálmán tér) és a Normafa között. Az Ikarus 405-ös buszokat Ikarus 415-ös buszok váltották fel.
A 2008-as paraméterkönyv bevezetésével a 90-es busz változatlanul a Moszkva tér és Csillebérc között járt. A 21-es busz 90A jelzéssel a Normafáig, a 21-es 190-es jelzéssel a Svábhegyig közlekedett. 2009-ben, az új paraméterkönyv bevezetésével, 2009. augusztus 22-étől a 90 és 90A járatok a Királyhágó teret nem érintették, mert az Orbánhegyi út helyett az Istenhegyi úton közlekedtek a Böszörményi út és a Szent Orbán tér között. Ezzel együtt a 190-es busz megszűnt, a Királyhágó tér felől pedig meghosszabbított útvonalon közlekedő 212-es busszal lehetett feljutni Svábhegyig.
2010. január 9-étől a Németvölgyi útnál is megállt.
A járat számozása 2011. május 1-jén 21-esre változott.

## Útvonala
| Csillebérc, KFKI felé | Moszkva tér (Várfok utca) felé |
| --- | --- |
| Moszkva tér M (Várfok utca) vá. – Várfok utca – Csaba utca – Krisztina körút – Magyar jakobinusok tere – Alkotás utca – Nagyenyed utca – Istenhegyi út – Költő utca – Diana utca – Eötvös út – Normafa – Konkoly Thege Miklós út – Csillebérc, KFKI vá. | Csillebérc, KFKI vá. – Konkoly Thege Miklós út – Normafa – Eötvös út – Hollós út – Mátyás király út – Költő utca – Istenhegyi út – Nagyenyed utca – Alkotás utca – Magyar jakobinusok tere – Krisztina körút – Vérmező út – Moszkva tér M (Várfok utca) vá. |

## Megállóhelyei
Az átszállási kapcsolatok között a Moszkva tér és Normafa között közlekedő 90A busz nincsen feltüntetve.
| 0  | Moszkva tér M (Várfok utca) (ma: Széll Kálmán tér) végállomás | 23 | Nem érintette | 5, 16, 16A, 22, 22E, 39, 91, 102, 116, 128, 129, 139, 149, 155, 156, 222 4, 6, 18, 59, 59A, 61 781, 782, 783, 784, 785, 786, 787, 789, 795, 801 |
| 2  | Déli pályaudvar M                                             | 21 | Nem érintette | 39, 102, 139 18, 59, 59A, 61 Budapest-Déli |
| 3  | Németvölgyi út (ma: Kék Golyó utca)                           | 19 | Nem érintette | 39, 102 59, 59A |
| 4  | Galántai utca                                                 | 17 | Nem érintette | |
| 5  | Szent Orbán tér                                               | 16 | Nem érintette | 102, 112, 212 |
| 6  | Pethényi út                                                   | 15 | Nem érintette | 212 |
| 7  | Nógrádi utca                                                  | 14 | Nem érintette | 212 |
| 8  | Óra út                                                        | 13 | Nem érintette | 212 |
| 9  | Istenhegyi lejtő (↓) Lóránt út (↑)                            | 12 | Nem érintette | 212 |
| 10 | Adonis utca                                                   | 11 | Nem érintette | 212 60 |
| 11 | Költő utca (ma: Városkút)                                     | 10 | Nem érintette | 212 60 |
| 12 | Svábhegy (↓) Svábhegy, fogaskerekű (↑)                        | 9  | Nem érintette | 212 60 |
| 13 | Ordas út                                                      | 8  | Nem érintette | |
| 14 | Őzike köz                                                     | 7  | Nem érintette | |
| 15 | Fülemile út                                                   | 6  | Nem érintette | |
| 16 | Normafa, Gyermekvasút                                         | 6  | Nem érintette | Gyermekvasút |
| 18 | Normafa                                                       | 5  | 21            | |
| 19 | Csillagvizsgáló                                               | 3  |               | |
| 20 | Csillebérc, Gyermekvasút                                      | 3  | Gyermekvasút  | Gyermekvasút |
| 21 | Sötétvágás utca                                               | 2  |               | |
| 21 | Magas út                                                      | 1  |               | |
| 22 | KFKI Étterem                                                  | 0  |               | |
| 22 | Csillebérc, KFKI végállomás                                   | 0  |               | |